# 礦化作用
礦化作用又稱矿物质化或氨化作用，指微生物將土壤中有機態的氮轉變成無機氮化合物。主要由好氧或厭氧細菌及真菌進行。